# Musée de la musique
El Musée de la musique de París presenta una col·lecció de diversos centenars d'instruments de música reunits pel Conservatoire national supérieur de musique et de danse de Paris. Són essencialment instruments de música clàssica i popular del segle xvii als nostres dies : llaüts, violins italians (Stradivari, Guarneri, Fet Mat), clavicèmbals francesos i flamencs, pianos francesos d'Erard i Pleyel, instruments d'Adolphe Sax.
Els instruments són agrupats per època i per família. Els auriculars que se subministren a l'entrada permeten sentir extractes comentats de música d'instruments exposats.
El Musée de la musique forma part de la Cité de la musique que reuneix un conjunt d'institucions dedicades a la música situat al quartier de la Villette, al 19è districte de París.
La Cité de la musique està instal·lada a un edifici concebut per l'arquitecte Christian de Portzamparc i fou inaugurada el 1995.

## Galeria

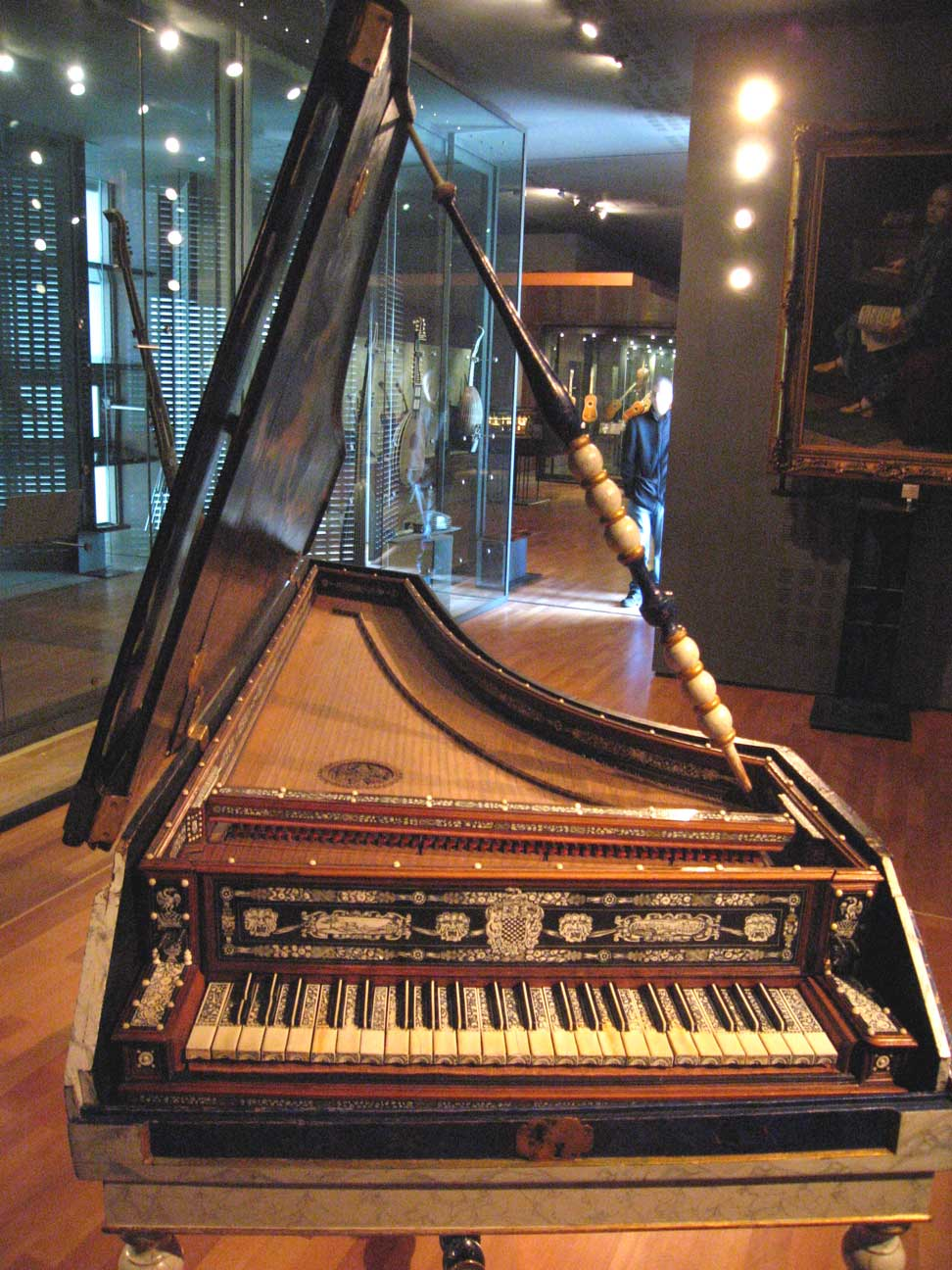
Clavicèmbal, 1677, Bolonya, Itàlia.
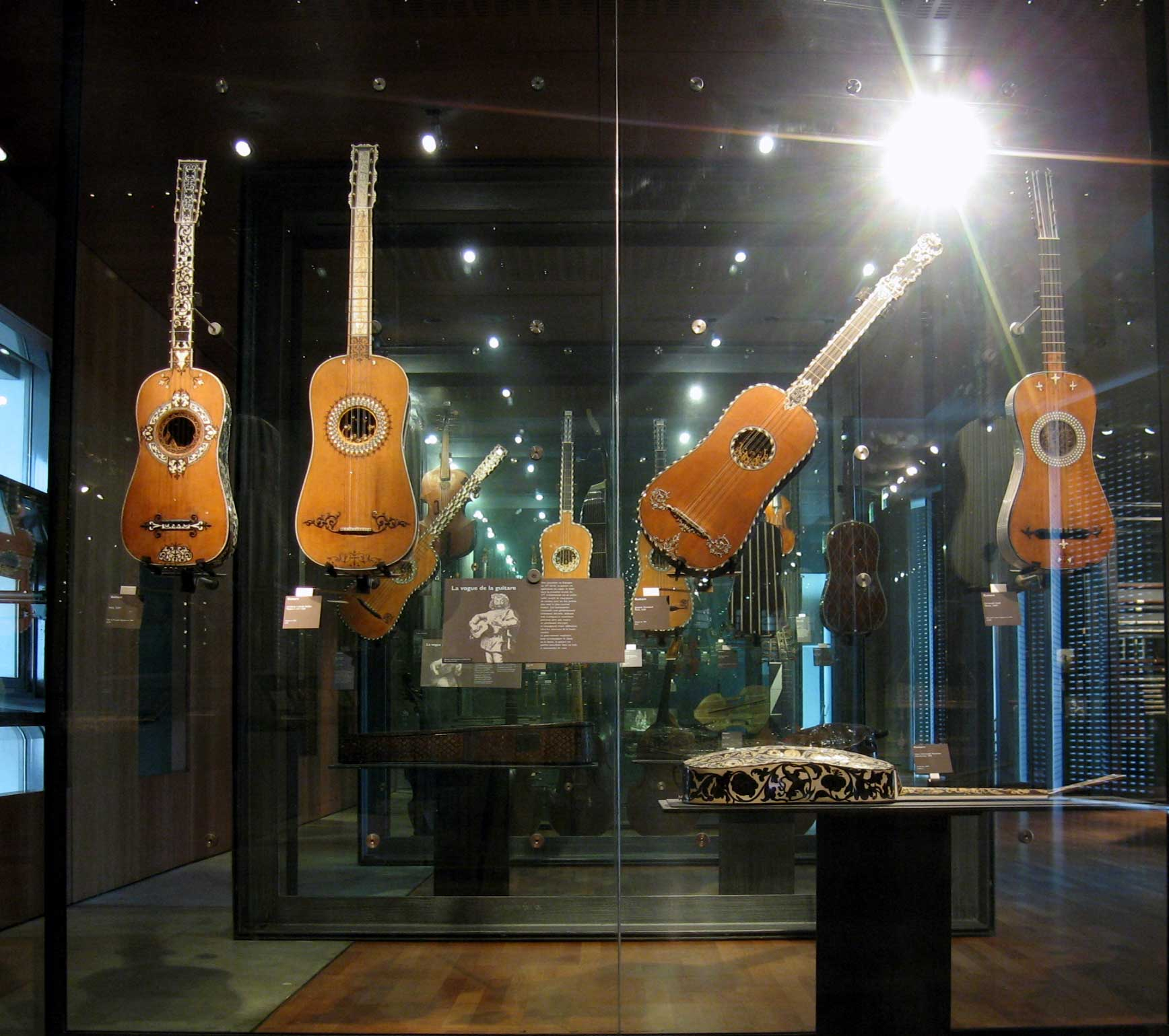
Guitarres del segle xvii.
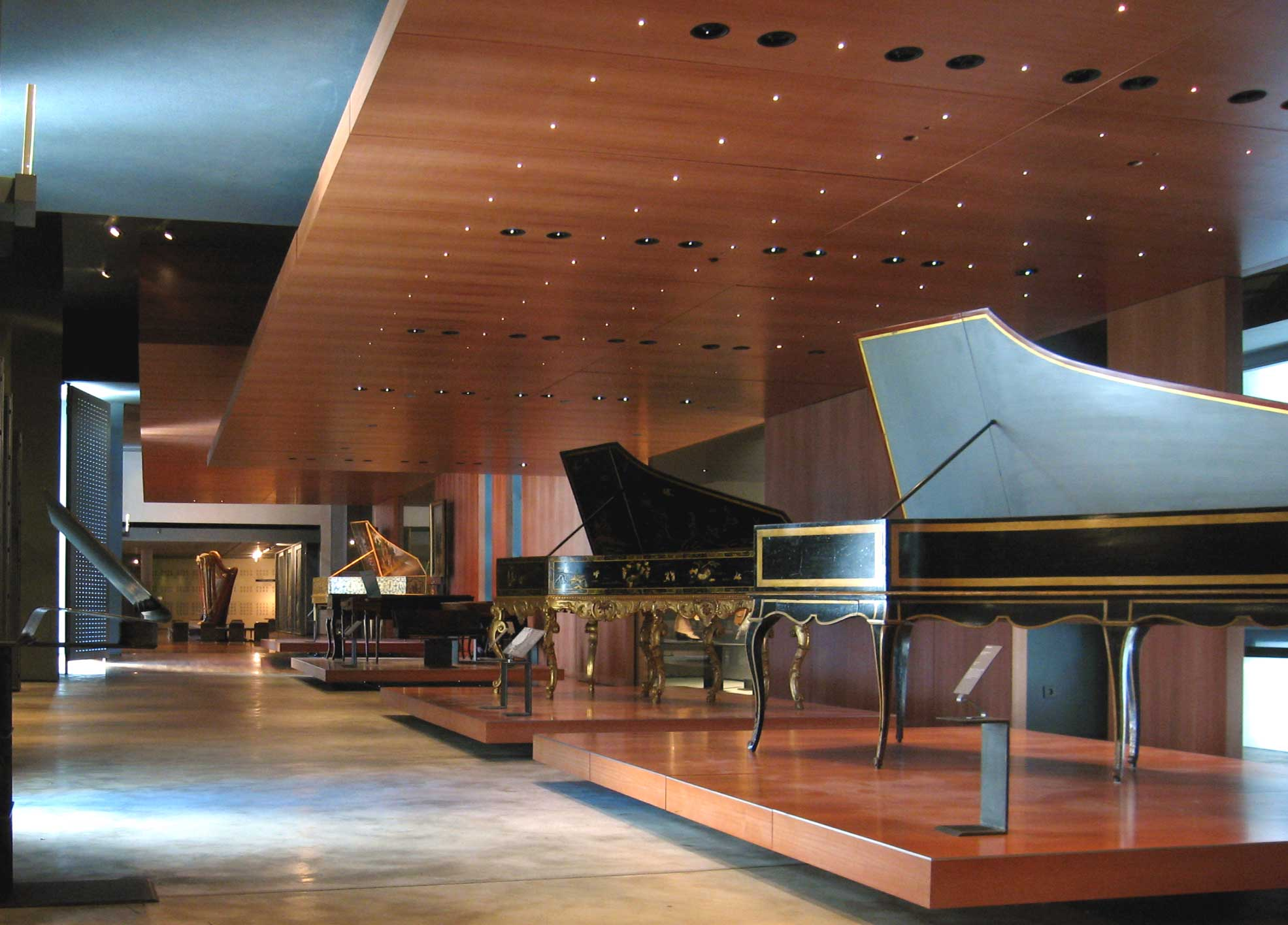
Clavicèmbals de la segona meitat del segle xviii.
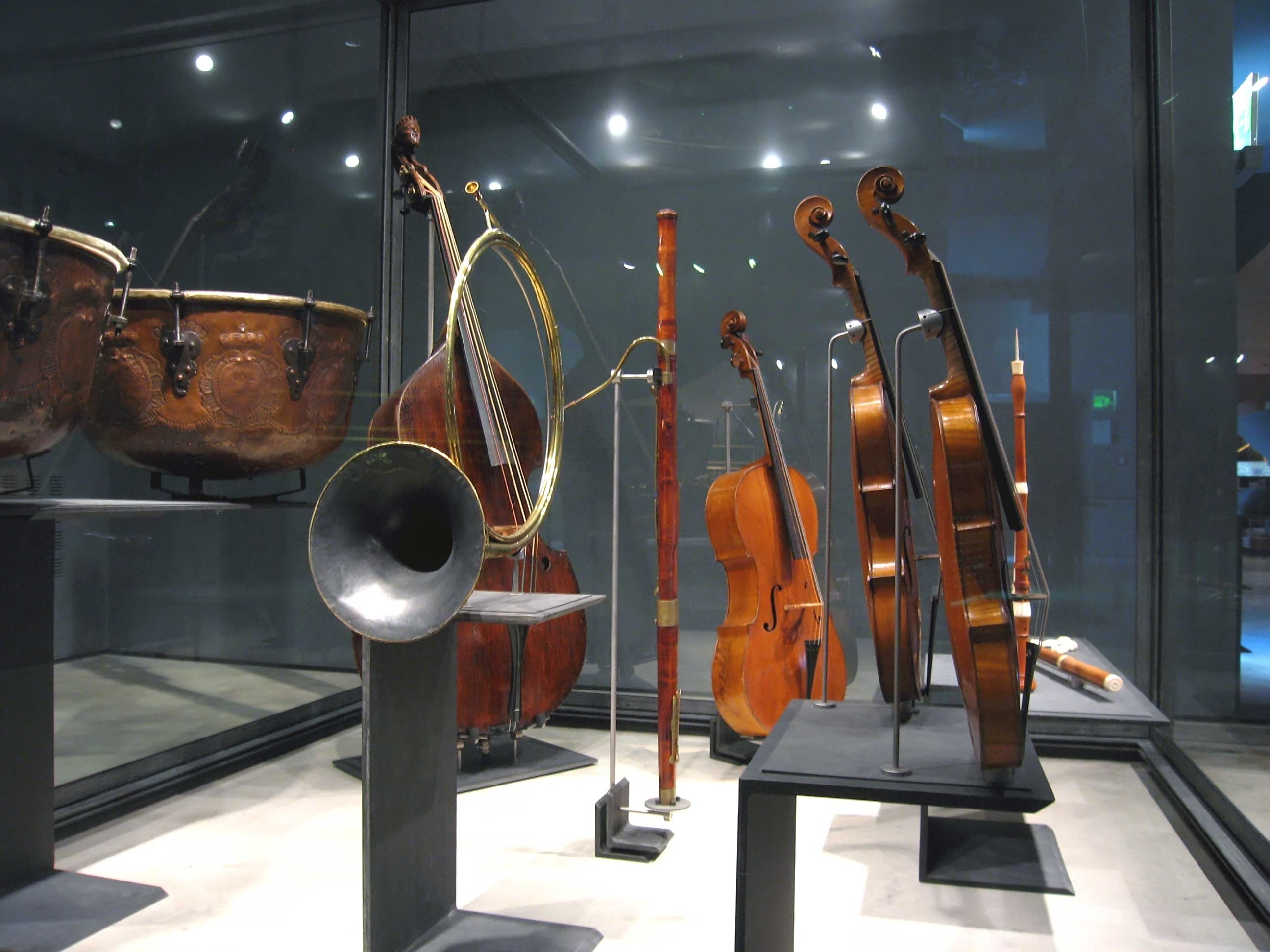
Instruments del segle xviii, com la trompa de caça de Carlin.
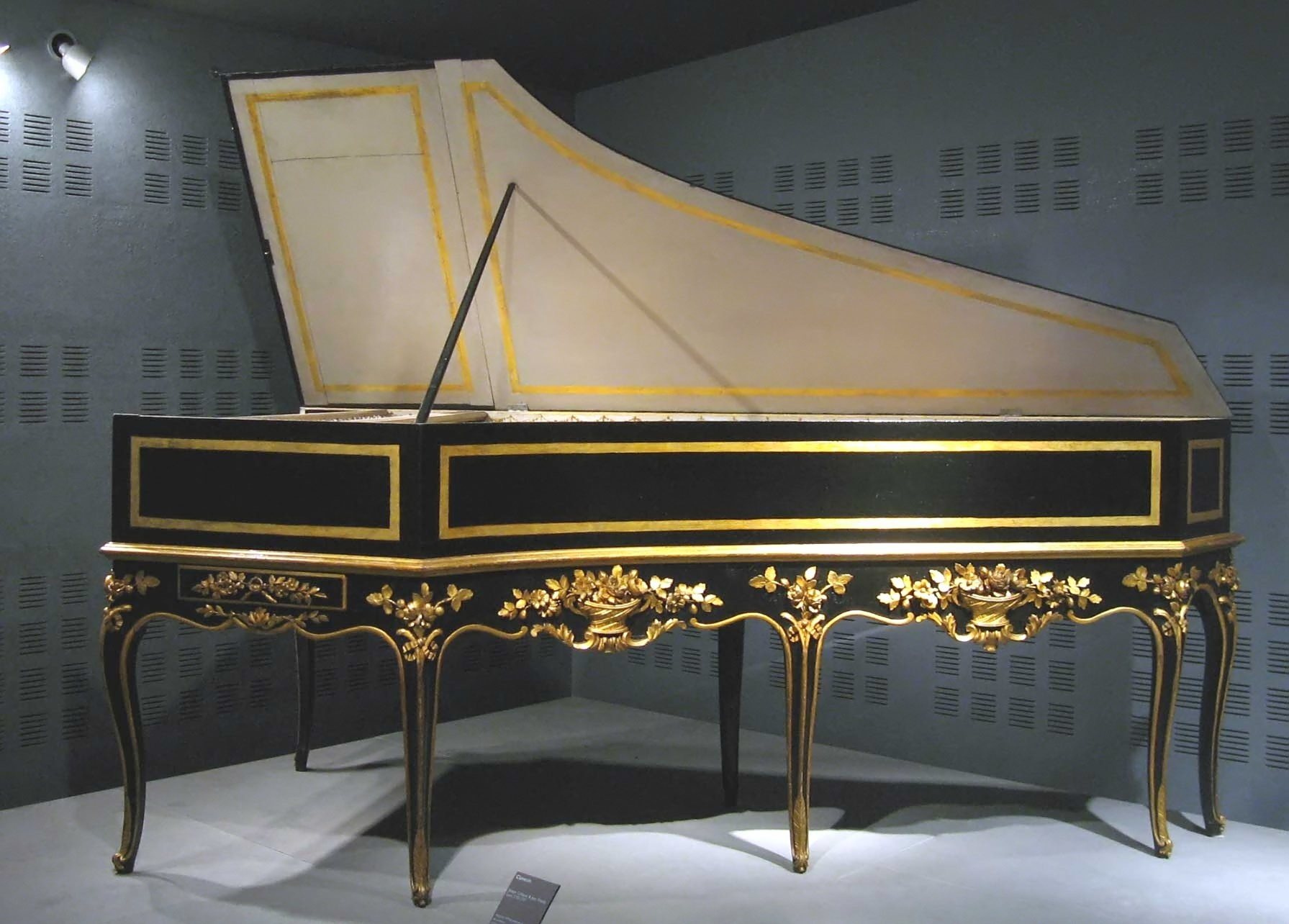
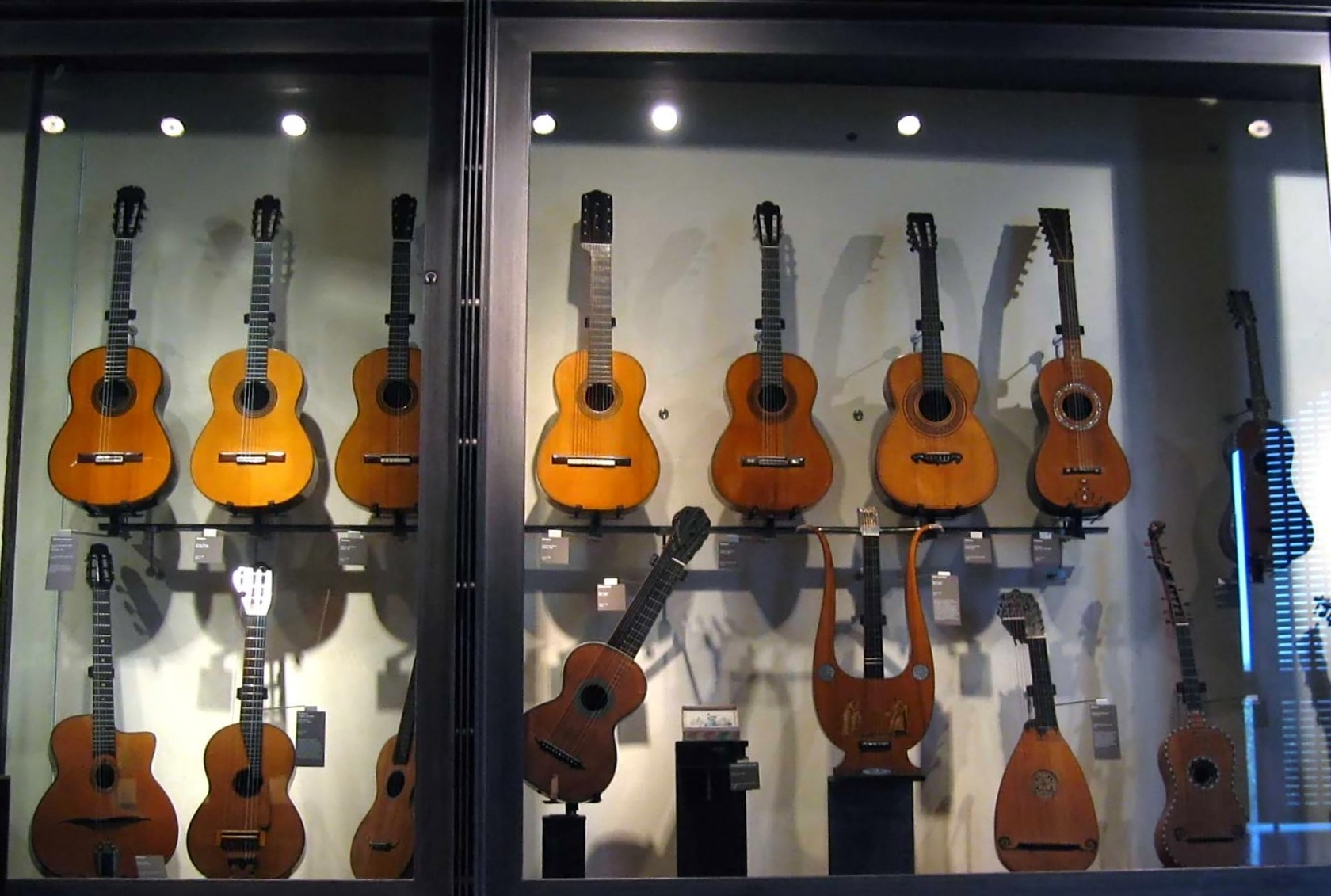
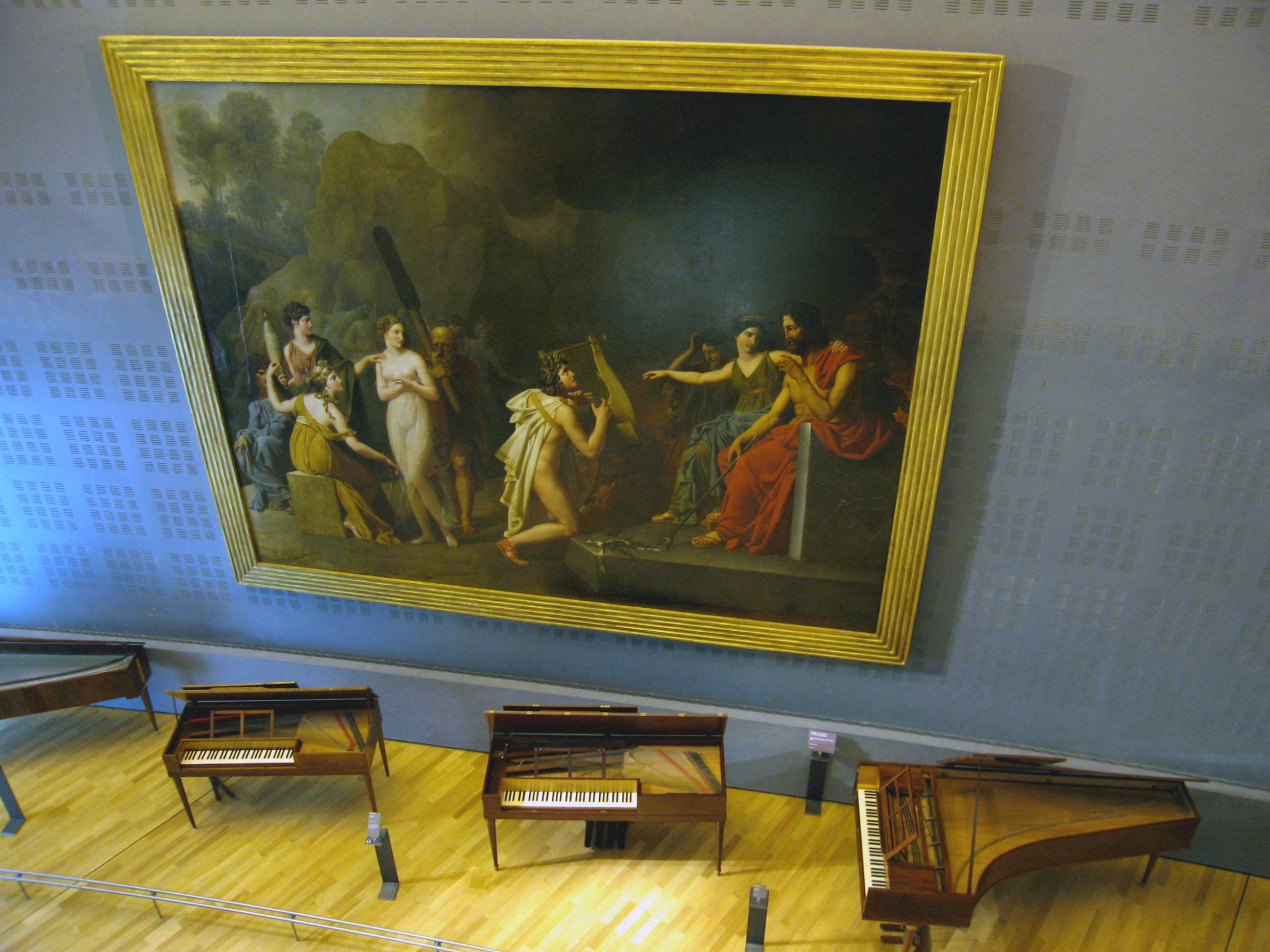
Piano forte de començaments del segle xix.